# إنتف إقر

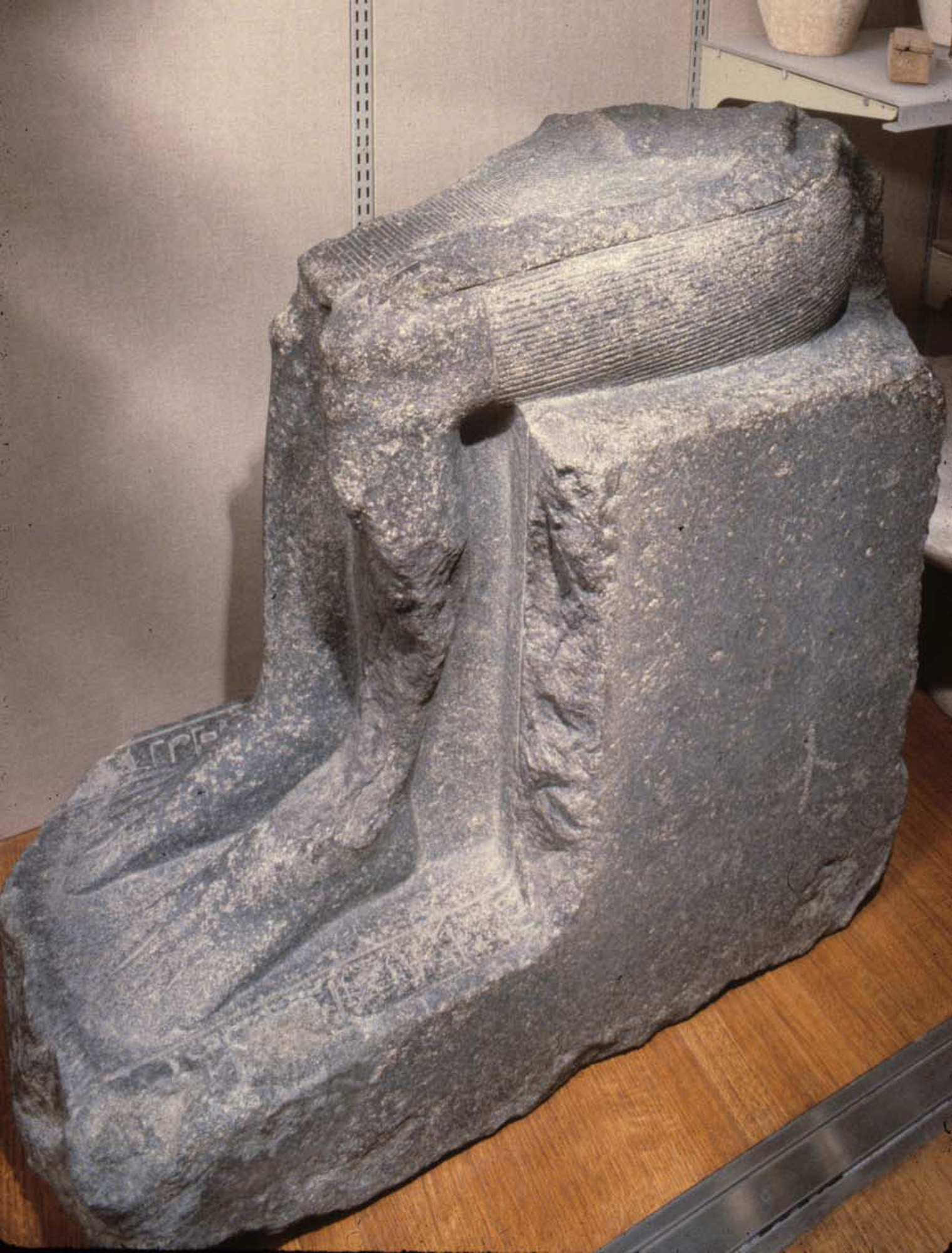
الجزء السفلي من تمثال للوزير ، ربما إنتف إقر. متحف المتروبوليتان للفنون ، نيويورك (09.180.12)

إنتف إقر واحد من نبلاء الدولة المصرية القديمة وكان المشرف على المدينة و الوزير تحت حكم أمنمحات الأول وسنوسرت الأول في أوائل عهد الأسرة المصرية الثانية عشر. وهو معروف من خلال العديد من النقوش الصخرية في النوبة السفلى ، مما يدل على أنه كان جزءًا من مهمة عسكرية في هذه المنطقة. يظهر في نقش موجود على ساحل البحر الأحمر وما يسمى بردية رزنر. يذكره نقشان صخريان في النوبة السفلى. يبدو أنهم يشيرون إلى أنه شارك في حملة عسكرية في هذه المنطقة.  النقوش ليست مؤرخة ، لكن النقوش الأخرى في المنطقة يبدو أنها تشير إلى حملة عسكرية في العام 29 من أمنمحات الأول ، والتي تتوافق مع السنة التاسعة من حكم سنوسرت الأول. إنتف إقر معروف أيضًا من لوحة موجودة في وادي الهدي ، مؤرخة حتى عام 20. تشير إلى إحضار جمشت . 
يقع قبر والدته سينيت في طيبة في شيخ عبد القرنة في مدينة طيبة ، مقابل الأقصر.  تم دفن إنتف إقر في مصطبة في اللشت، بجانب هرم أمنمحات الأول. 

## فهرس
- نورمان دي جاريس ديفيز : قبر Antefoker ، وزير Sesostris I ، وزوجته ، Senet (رقم 60) ، لندن 1920
- ولفرام جرايتزكي : مسؤولو محكمة المملكة الوسطى المصرية ، لندن 2009 ص.   27-30 (ردمك 978-0-7156-3745-6)
- ويليام كيلي سيمبسون: الحكام والإداريون - الأسرة 12 ، قاعدة بيت إيت-توغي مع بعض الذكريات الشخصية ، في: DP Silverman ، WK Simpson ، J. Wegner (Hrsg. ): الآثار والابتكار: دراسات في ثقافة المملكة الوسطى مصر ، نيو هافن ، فيلادلفيا 2009 ص 269-97 (ردمك 978-0-9802065-1-7)